# 尼扎斯
尼扎斯（法語：Nizas，法語發音：[nizas]）是法国埃罗省的一个市镇，属于贝济耶区。

## 地理
尼扎斯（43°30'47"N, 3°24'28"E）面积8.53 平方千米，位于法国奧克西塔尼大區埃罗省，该省份为法国南部沿海省份，南濒地中海，西南接奥德省，西北接塔恩省和阿韦龙省，东北与加尔省接壤。
与尼扎斯接壤的市镇（或旧市镇、城区）包括：阿迪桑、科镇、卡祖勒代罗、丰泰斯、莱济尼昂拉塞布、波朗、佩兹纳斯。

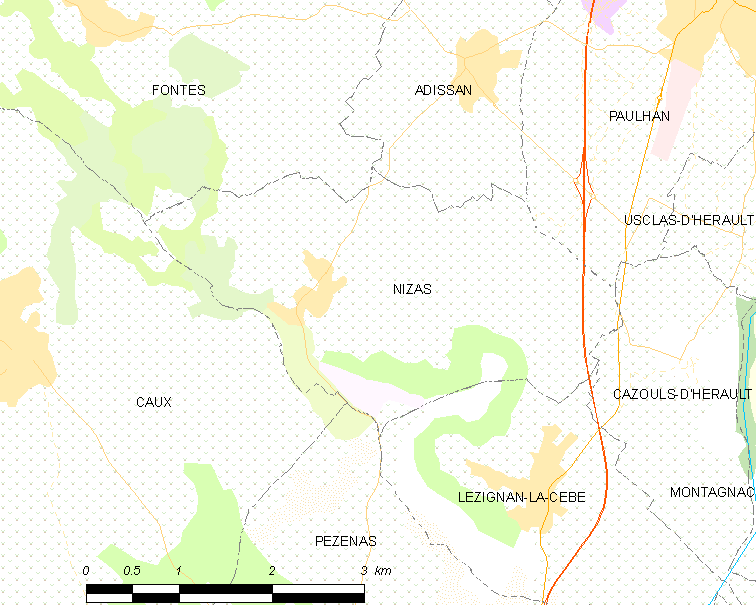
尼扎斯的OSM定位图

尼扎斯的时区为UTC+01:00、UTC+02:00（夏令时）。

## 行政
尼扎斯的邮政编码为34320，INSEE市镇编码为34184。

## 政治
尼扎斯所属的省级选区为梅兹县。

## 人口

1962-2008年间尼扎斯人口变化图示

尼扎斯于2022年1月1日时的人口数量为661人。